# Museu Municipal de Tossa de Mar
El Museu Municipal de Tossa de Mar és un edifici del municipi de Tossa de Mar (Selva). És un edifici de tres plantes i coberta de doble vessant a façana que està recolzat a la muralla i a la torre d'es Codolar. L'estructura es complementa amb un pati posterior, situat a una altura inferior a la de la façana principal. És un bé declarat bé cultural d'interès nacional.

## Descripció
La façana és arrebossada i pintada de color ocre groguenc. La planta baixa consta de dues obertures, una porta i una finestra. El portal és adovellat amb grans blocs en forma d'arc de mig punt. Davant de la porta, abans del llindar, hi ha una pedra de molí com a estora de benvinguda integrada en l'empedrat del carrer. La finestra, petita i rectangular, està emmarcada de pedra i té una reixa de ferro de forja. La seva llinda està formada per dos blocs que li donen una lleugera arquació conopial. El primer pis conté tres finestres, de les quals destaca la que hi ha sobre l'accés principal. Es tracta d'un finestral gòtic amb arc conopial de taló, polilobulat i amb decoració vegetal a les impostes. L'ampit està motllurat i es conserven els blocs que fan de base al finestral sota el llindar. Darrere la finestra, a dins, hi ha dos banquets de pedra integrats per seure. El segon pis té quatre finestres, dues d'arc de mig punt sobre la porta i la finestra principals, una d'arc deprimit còncau i una finestra de permòdols emmarcada de pedra. A l'interior es pot veure per dins la torre d'es Codolar, adaptada a sala d'exposició

## Edifici i història
Aquest edifici, protegit per la muralla i la torre d'es Codolar (segle xiv), era la residència dels batlles de sac dels abats de Santa Maria de Ripoll, ja que foren, fins a 1835, els senyors feudals de Tossa.
Seguint els passos de Jaume Vilallonga i Balam (1861-1904), primer pintor a valorar el paisatge de Tossa, començaren a residir i a freqüentar la vila altres pintors com Joan Roig i Soler, Joan Brull i Vinyoles i Lluís Masriera i Rosés fins que, a començament dels anys 30, va esdevenir punt de reunió internacional d'intel·lectuals de tota classe. Rafael Benet i Vancells, el 1934, va sintetitzar aquell moment d'eclosió cultural en un escrit titulat Tossa, babel de les arts. Entre aquests intel·lectuals cal destacar el filòsof Paul Ludwig Landsberg, el poeta Jules Suepervielle, l'arquitecte Fritz Marcus, els escultors Jean Matisse i Enric Casanovas, l'escriptor Georges Bataille i els pintors Serge Brignoni, Jean Metzinger, Georges Kars, Oswald Petersen, Pere Créixams, Marc Chagall, André Masson, Tadashi Kaminagai, Rudolf Levy, Peter Janssen, Arthur Kampf, Émile Sabouraud, Oscar Zügel i Lola Bech, entre d'altres. L'edifici, adossat a la torre de l'homenatge, anomenada d'es Codolar, va ser comprat per l'ajuntament el 1974 a la família Falguera. Actualment fa la funció de museu municipal.
El Museu Municipal de Tossa de Mar fou un dels primers museus d'art contemporani de l'Estat Espanyol, inaugurat el 1935 i dirigit per Vicenç Esteban i Darder. En el museu s'hi conserven i difonen obres d'alguns dels esmentats artistes i restes de la vil·la romana dels Ametllers (Tossa), entre d'altres. L'onze de setembre de 1985 es va inaugurar la restauració de les instal·lacions del nou Museu Municipal a càrrec de l'arquitecte Jordi Ambrós. Fins llavors la façana havia estat de pedra vista. Actualment el museu és un del punt de parada recurrent per als turistes i visitants de la Vila Vella de Tossa de Mar.
L'any 1934, la Generalitat de Catalunya, es feu càrrec de la restauració de l'edifici del Museu de Tossa de Mar, i l'any 1938, edità el catàleg amb les obres que integraven el fons del museu. La Guerra Civil espanyola i la II Guerra Mundial, van estroncar la puixança de la institució museística. Acabada la Guerra Civil, el museu passà a formar part de la Diputació de Barcelona. El gener de 1966 la Diputació de Barcelona va fer el traspàs del museu a l'Ajuntament de Tossa de Mar, cedint la totalitat del fons a l'Ajuntament. A partir d'aquest moment, el museu es convertí en Museu Municipal de Tossa.

## Col·lecció

### Art
Durant el període d'entreguerres, a Tossa hi van arribar artistes procedents d'arreu d'Europa, com Olga Sacharoff. Després, entre 1930 i 1936, Tossa es va omplir d'artistes de diverses disciplines, la majoria alemanys d'origen jueu que pressentien, arran dels primers decrets antisemites, l'horror que s'esdevindria uns anys després. Marc Chagall, André Masson, Jean Metzinger i Georges Kars van ser alguns dels artistes que es van establir a Tossa, creant un aiguabarreig d'avantguarda mai vist abans. Aquesta va ser una època tan eclèctica que Rafael Benet qualificà Tossa de la "Babel de les Arts".

#### Obres destacades
- Mar menuda: Jaume Vilallonga va ser un dels primers artistes que van fer de Tossa font d'inspiració. I que, sobretot, la van donar a conèixer. Vinculat familiarment a la vila, no hi ha racó de Tossa que no hagi pintat. Vilallonga estudià a l'escola Llotja de Barcelona i després a l'Escola de Belles Arts de San Fernando i a l'Escola Oficial de Belles Arts de Madrid. Més endavant, l'any 1888, marxà a Paris per estudiar a l'Acadèmia Colarossi. Tot i generacionalment estar en contacte amb el modernisme, Vilallonga derivà vers el realisme.
- Nen: Joan Brull pot ser considerat un pintor simbolista, especialment a causa de les seves obres de nimfes i dones d'aigua. Pintà també molts retrats, alguns amb un deix simbolista d'atmosferes etèries i d'altres més realistes com la peça que us presentem. Joan Brull, que va estudiar a l'escola Llotja de Barcelona, va estar molt vinculat a Tossa, ja que la seva esposa era nascuda a la vila. Les seves peces formen part de la col·lecció del Dr. Ignasi Melé.
- Pique Nique (Pícnic), 1916 - 1918: Olga Sacharoff formà part de la primera fornada d'artistes estrangers que van venir a Tossa. Ho feu acompanyada pel seu marit, el fotògraf anglès Otto Lloyd, i per pintors com Albert Gleizes, Sonia Delaunay, Francis Picabia, Gabrielle Buffet o Marie Laurencin. Gairebé tots ells vivien a París, i la majoria s'havien establert a Barcelona fugint de la Primera Guerra Mundial. A Tossa, Olga Sacharoff pintà una sèrie d'obres titulades Pique.Nique.
- El violinista celest: L'any 1934, Marc Chagall va quedar encisat pel paisatge de Tossa i, especialment, per la seva gamma de blaus. La majoria d'obres que va crear a Tossa són aquarel·les i guaixos. A El Violinista Celest, Chagall evoca Vitebsk, el paisatge s'observa a través d'una finestra de blaus intensos que ens assenyala el límit entre interior i exterior. Des de Tossa, des de l'ara i l'aquí, Chagall recorda el paisatge de la seva infantesa. La figura del violinista podria evocar el seu oncle, que tocava el violí a les celebracions jueves i amb qui mantenia una estreta i afectuosa relació, especialment durant la seva infantesa.
- Batalla d'insectes. André Masson va arribar a Tossa l'any 1934 i s'hi va quedar durant dos anys, fins a l'esclat de la Guerra Civil espanyola. En aquest temps, sovint va estar acompanyat de Georges Bataille, escriptor i teòric del moviment surrealista. Des de Tossa, ambdós van realitzar diversos articles que es van publicar a la revista surrealista Acéphale. A Tossa, Masson va treballar especialment temàtiques vinculades amb la natura; la Batalla d'Insectes n'és un exemple.
- L'anglaise: Txec i jueu, Georges Kars formà part de la fornada d'artistes que s'establiren a Tossa fugint d'Europa. El pintor fins i tot es va comprar una casa a Tossa i era un membre molt actiu de la comunitat d'artistes; va ser un dels fundadors del Museu de Tossa, però va haver de marxar l'any 1936 amb l'esclat de la Guerra Civil. El seu estil pictòric és figuratiu i colorista. A Tossa pintà sobretot paisatges, però la figura femenina ocupa també un lloc destacat a la seva obra. Kars va tenir un final tràgic a Ginebra en veure’s perseguit per la Gestapo.
- Barques varades, 1935: Rafael Benet. Benet va ser un dels dinamitzadors de l'ambient artístic de la vila; la seva relació amb Tossa s'inicia l'any 1927. Pintor i crític d'art, va publicar un article titulat Tossa, Babel de les Arts a la revista Art 1934, descrivint l'ambient artístic que es respirà a Tossa durant els primers anys de la dècada de 1930 i amb una exhaustiva relació de tots els artistes que sojornaren a la vila. A Tossa, Benet pintà les platges, els aplecs i especialment el Cafè d'en Biel, lloc de reunió d'artistes.

### Secció arqueològica
La Vil·la dels Ametllers va ser descoberta pel Dr. Ignasi Melé l'any 1914. Es tracta d'una de les vil·les romanes més importants de la Província Tarraconense. Era un establiment agrícola i estava dedicada a la producció de vi per a gran consum. Està distribuïda en dos àmbits: la part urbana i la part rural. A la part rural hi podem veure la base de la premsa i les estructures destinades principalment a l'emmagatzematge. La part urbana és la part noble i ens dona una idea del luxe que envoltava la vil·la al segle ii. Hi destaquen el triclinium, el templet, les termes, la troballa d'un menjador d'hivern i el sofisticat sistema de reutilització de l'aigua. Les peces escultòriques trobades a la Vil·la Romana dels Ametllers, així com el mosaic d'en Vitalis, es poden contemplar al Museu Municipal de Tossa.